# Georges Vandenberghe

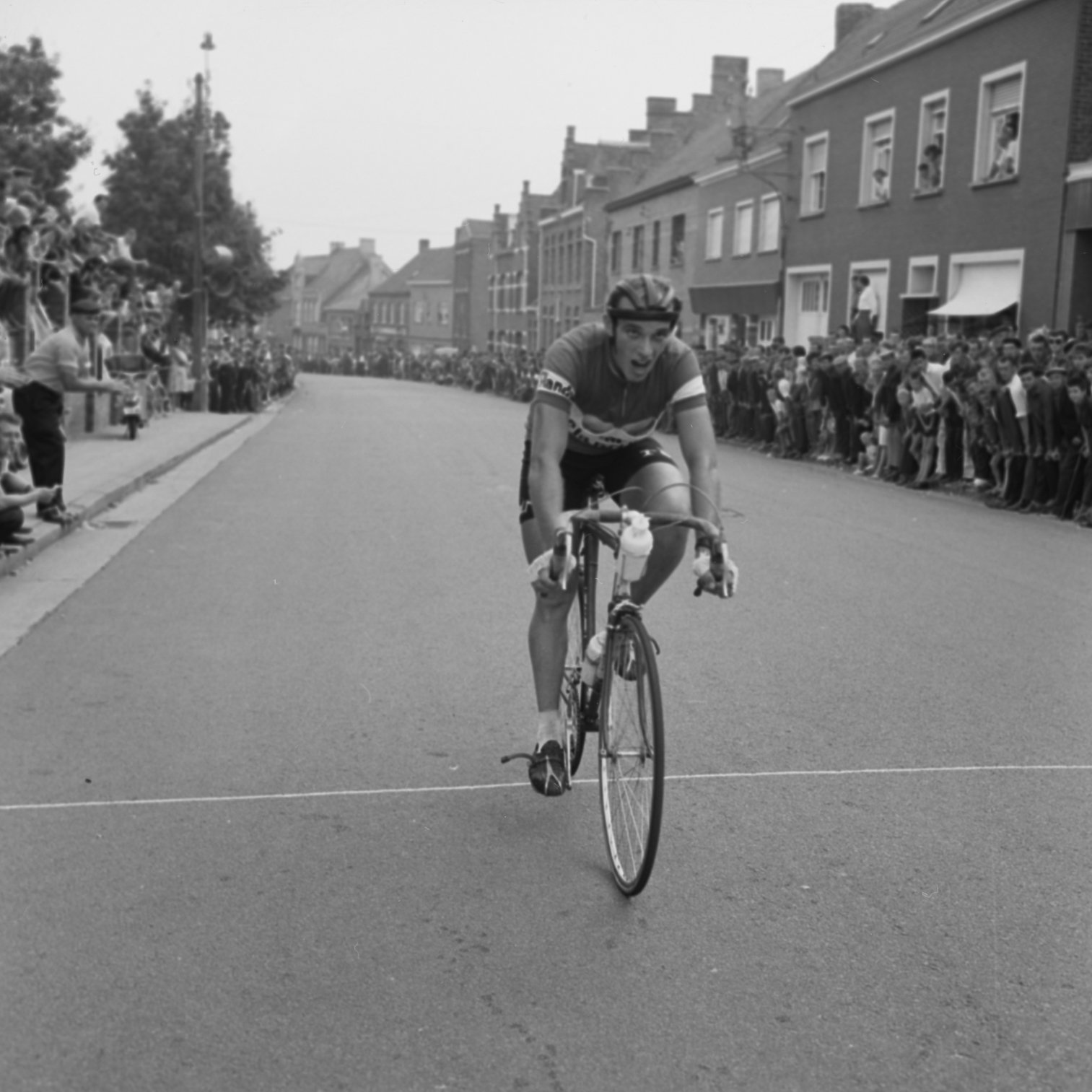
Georges Vandenberghe 1964

Georges Vandenberghe (* 28. Dezember 1941 in Oostrozebeke; † 23. September 1983 in Brügge) war ein belgischer Radrennfahrer.

## Sportliche Laufbahn
Vandenberghe war im Straßenradsport aktiv. Als Amateur siegte er unter anderem 1961 im Etappenrennen Tour du Hainaut. 1962 gewann er die Berliner Vier-Etappenfahrt (Berlin-Rundfahrt) vor Owe Adamsson sowie die Flandern-Rundfahrt der Amateure mit einem Etappensieg. 1963 wurde er Zweiter der Tour du Loir-et-Cher hinter René Heuvelmans.
1963 fuhr er als Unabhängiger und wurde noch in jener Saison Berufsfahrer im Radsportteam Flandria. Er blieb bis 1972 als Radprofi aktiv. Seine letzte Profisaison fuhr er für das deutsche Team Rokado. 
Seine bedeutendsten sportlichen Erfolge waren die Siege auf der 13. Etappe der Tour de France 1966 und auf der 13. Etappe des Giro d’Italia 1967. 1964 holte er vier Etappensiege in der Portugal-Rundfahrt, in der er das Punkteklassement gewann. 1967 gewann er die Tour de la Flandre-Orientale und den Flèche Enghiennoise, 1970 den Circuit du Tournaisis und eine Etappe in der Katalonischen Woche. 1963 wurde Vandenberghe Zweiter der Tour du Nord hinter Jan Nolmans, 1964 im Großen Preis des Kantons Aargau hinter Jan Lauwers, 1967 im Rennen Dwars door Vlaanderen. Dritter wurde er 1966 in der Flandern-Rundfahrt.
In der Tour de France war Vandenberghe siebenmal am Start. 1965 wurde er 39., 1966 60., 1967 45., 1968 18., 1969 56. und 1971 42. der Gesamtwertung. 1970 war er ausgeschieden. Während der Tour de France 1968 trug Vandenberghe elf Tage lang das Gelbe Trikot. 1969 und 1970 war er Domestik von Eddy Merckx bei dessen Siegen in der Tour. Im Giro d’Italia war er viermal dabei. 1965 wurde er 40., 1967 42., 1968 53. und 1970 70. im Endklassement.